# Émile Brousse
Pour les articles homonymes, voir Brousse.
Émile Brousse est un homme politique français né le 25 septembre 1850 à Perpignan (Pyrénées-Orientales) et décédé le 27 février 1914 à Grenoble (Isère).

## Biographie
Avocat à Perpignan, il est conseiller général et député des Pyrénées-Orientales sans interruption de 1881 à 1895. Il siège au groupe de la Gauche radicale. Il démissionne en 1895, rachète une étude d'avoué à Céret, et devient président du tribunal de Céret. Conseiller à la cour d'appel d'Aix-en-Provence en 1901, il est vice-président du tribunal civil de Marseille en 1905, puis procureur dans cette ville, avant d'être nommé président de chambre à la cour d'appel de Grenoble en 1912.